# Czech Open 2017
Die Czech Open 2017 im Badminton fanden vom 27. bis zum 30. September 2017 in Brno statt.

## Sieger und Platzierte
| Disziplin    | Gold                             | Silber                       | Bronze                            |
| ------------ | -------------------------------- | ---------------------------- | --------------------------------- |
| Herreneinzel | Kento Momota                     | Thomas Rouxel                | Rasmus Gemke                      |
| Herreneinzel | Kento Momota                     | Thomas Rouxel                | Lee Zii Jia                       |
| Dameneinzel  | Neslihan Yiğit                   | Kaho Funahashi               | Beatriz Corrales                  |
| Dameneinzel  | Neslihan Yiğit                   | Kaho Funahashi               | Delphine Lansac                   |
| Herrendoppel | Miłosz Bochat Adam Cwalina       | Ben Lane Sean Vendy          | Peter Briggs Tom Wolfenden        |
| Herrendoppel | Miłosz Bochat Adam Cwalina       | Ben Lane Sean Vendy          | Alexander Dunn Adam Hall          |
| Damendoppel  | Erina Honda Nozomi Shimizu       | Lauren Smith Sarah Walker    | Bengisu Erçetin Nazlıcan Inci     |
| Damendoppel  | Erina Honda Nozomi Shimizu       | Lauren Smith Sarah Walker    | Johanna Goliszewski Lara Käpplein |
| Mixed        | Mathias Bay-Smidt Alexandra Bøje | Bastian Kersaudy Léa Palermo | Alexander Bond Ditte Søby Hansen  |
| Mixed        | Mathias Bay-Smidt Alexandra Bøje | Bastian Kersaudy Léa Palermo | Mikkel Mikkelsen Mai Surrow       |